# Rongálásbiztos bútorkárpit
A rongálásbiztos – közismertebb nevén vandálbiztos – bútorkárpit olyan kelme, amely ellenáll az erőszakos mechanikai hatásoknak (tépés, szúrás, vágás, karmolás stb.) és esetleg tűz vagy vegyi anyagok károsító hatásának is, amelyek megrongálnák és eredeti célja számára használhatatlanná tennék. Elsősorban bútorkárpitanyagok, amiket közösségi helyeken (tömegközlekedési eszközökön, és más járművekben, színháztermekben stb.) és háziállatokat tartó lakásokban alkalmaznak, de készülnek ilyen típusú ponyvák is teherautók, vasúti teherkocsik számára. Nem tévesztendők össze azokkal a textíliákkal, amelyeket golyóálló mellények készítésére használnak, mert azoknál részben mások (szigorúbbak) a követelmények.

## A szó eredete
A vandál szó a vandálok nevű ókori germán nép nevéből származik. A latin vandalizmus szó jelentése: vad rombolás, céltalan pusztítás. A  szót mai értelmében – eredetileg a vandálok Róma városának műkincsein elkövetett rombolásaira utalva – Grégoire bloisi püspök használta a nagy francia forradalom korában, a francia konventhez intézett levelében.

## Vandálbiztos bútorkárpitok
A közterületeken, közösségi épületekben (pl. színházakban), szállodákban, tömegközlekedési eszközökben (villamosok, autóbuszok, vasúti kocsik stb.), használt kárpitszövetek olyan veszélyeknek vannak kitéve, amelyek kárt okoznak bennük és ezzel esztétikai és használati értékük csökken, valamint jelentős javítási költséget jelentenek a tulajdonosok számára. Az intenzív használat miatt gyorsabban szennyeződnek és romlanak, és a vandálok is megrongálják őket. Ezért törekednek ún. „vandálbiztos” üléshuzatok alkalmazására.
A vandálbiztos bútorkárpitok lényegében egy nagyszilárdságú szálasanyagból készült, esetleg fémszálakat is tartalmazó szövött, kötött, vagy esetleg más, pl. tűzött vagy varrvahurkolt, szálszórással (flokkolással) készült kelméből és egy ez alatt elhelyezett, fémhuzalokból álló hálóból épülnek fel. Az utóbbi biztosítja a vágás és szúrás elleni védőhatást. A fémhuzalokból vagy fémszálakból készült kelmeszerkezetek azonban bizonyos hátrányokkal járnak, amelyek a feldolgozás, különösen pedig a használat során jelentkeznek. Kis rugalmasságuk miatt viszonylag nehezen feldolgozhatók, emellett hatással vannak az üléskomfortra, mivel keményebb és ezáltal kényelmetlenebb ülőfelületet hoznak létre. Fémszálak ki is húzódhatnak belőlük és átszúrhatják a külső textilburkolatot alkotó kelmeréteget, ami akár az utas sérüléséhez is vezethet. Ezért az említett két réteg közé esetleg egy nemszőttkelme-réteget is elhelyeznek.
Javasolnak olyan megoldást is, amelynél a textíliát textilszálakkal burkolt fémhuzalból vagy nagyszilárdságú monofil szálasanyagból állítják elő. Ez tehát egy rétegben kombinálja a textil burkolatot és a vandálbiztos tulajdonságot.
A külső rétegnek erősnek, kopásállónak kell lennie. Nagyszilárdságú szálasanyagként legjobban a para-aramid- (pl. Kevlar, Twaron, Technora), üveg- vagy szénszálak felelnek meg. A para-aramid szálak kétségtelen hátránya, hogy nehezen színezhetők és nem elég fényállók. A kelmének ellenállónak kell lennie a szálkihúzódásokkal szemben és előnyös, ha a könnyű tisztíthatóság érdekében szennytaszító kikészítést kapott. Kívánatos, hogy lángálló szálasanyagokból készüljön, vagy ilyen tulajdonságot biztosító kikészítéssel lássák el.
Annak érdekében, hogy – elsősorban lakásbútorok esetében – a vandálbiztos bútorkárpitanyagot még kevésbé rongálhassák meg kutyák vagy macskák karmai, teflonbevonat alkalmazásával síkossá teszik a felületet, így a karmok nem tudnak benne megkapaszkodni (kicsúsznak a fonalak közül).
Teherautók, tehervagonok borítására például olyan vandálbiztos ponyvát készítenek, amely PVC-bevonatú fémhuzalokból készült háló és mindkét oldalán ugyancsak PVC-vel bevont poliészterkelme kombinációjából áll. Egy másik konstrukciónál varrvahurkolt kelmében helyeznek el sűrűn egymás mellé átlós irányban fektetett acélhuzalokat

## Megjegyzés
1. ↑  A Wikipédia a szócikk címében nem engedi meg a „vandál” szó használatát, ezért a címben el kellett térni az egyébként széles körben használt "vandálbiztos" szakkifejezéstől.